# 10 000 mètres féminin aux Jeux olympiques d'été de 2000
Navigation
Atlanta 1996 Athènes 2004
L'épreuve du 10 000 mètres féminin aux Jeux olympiques de 2000 s'est déroulée les 27 et 30 septembre 2000 au Stadium Australia de Sydney, en Australie. Elle est remportée par l'Éthiopienne Derartu Tulu.

## Résultats

### Finale
| Rang               | Athlète             | Pays            | Temps          | Note |
| ------------------ | ------------------- | --------------- | -------------- | ---- |
| Médaille d'or      | Derartu Tulu        | Éthiopie        | 30 min 17 s 49 | OR   |
| Médaille d'argent  | Gete Wami           | Éthiopie        | 30 min 22 s 48 | SB   |
| Médaille de bronze | Fernanda Ribeiro    | Portugal        | 30 min 22 s 88 | NR   |
| 4                  | Paula Radcliffe     | Grande-Bretagne | 30 min 26 s 97 | NR   |
| 5                  | Tegla Loroupe       | Kenya           | 30 min 37 s 26 | SB   |
| 6                  | Sonia O'Sullivan    | Irlande         | 30 min 53 s 37 | NR   |
| 7                  | Ji Li               | Chine           | 31 min 06 s 94 | PB   |
| 8                  | Elana Meyer         | Afrique du Sud  | 31 min 14 s 70 | SB   |
| 9                  | Lidiya Grigoryeva   | Russie          | 31 min 21 s 27 | PB   |
| 10                 | Yuko Kawakami       | Japon           | 31 min 27 s 44 |      |
| 11                 | Olivera Jevtic      | Yougoslavie     | 31 min 29 s 65 | NR   |
| 12                 | Berhane Adere       | Éthiopie        | 31 min 40 s 52 |      |
| 13                 | Lyudmila Biktasheva | Russie          | 31 min 47 s 10 |      |
| 14                 | Alice Timbilil      | Kenya           | 31 min 50 s 22 | PB   |
| 15                 | Chiemi Takahashi    | Japon           | 31 min 52 s 59 | SB   |
| 16                 | Libbie Hickman      | États-Unis      | 31 min 56 s 94 | SB   |
| 17                 | Sally Barsosio      | Kenya           | 31 min 57 s 41 | SB   |
| 18                 | Asmae Leghzaoui     | Maroc           | 31 min 59 s 21 | NR   |
| 19                 | Jeļena Prokopčuka   | Lettonie        | 32 min 17 s 72 |      |
| 20                 | Harumi Hiroyama     | Japon           | 32 min 24 s 17 |      |

## Légende
Records et Performances
- AR : Record continental (area record)
- CR : Record des championnats (championship record)
- MR : Record du meeting (meet record)
- NR : Record national (national record)
- OR : Record olympique (olympic record)
- PR : Record paralympique (paralympic record)
- PB : Record personnel (personal best)
- SB : Meilleure performance personnelle de la saison (season's best)
- WL : Meilleure performance mondiale de l'année (world leader)
- WJR : Record du monde junior (world junior record)
- WR : Record du monde (world record)

Circonstances et Conditions
- DNF : N'a pas terminé (did not finish)
- DNS : N'a pas pris le départ (did not start)
- DQ : Disqualification (disqualification)
- NM : Aucun essai valable enregistré (No Mark)
- Q : Qualifié « directement » au prochain tour (ou à la prochaine compétition), lors d'une compétition majeure, grâce au classement ou à la réalisation des minima (automatic qualifier)
- q : Qualifié au prochain tour (ou à la prochaine compétition), lors d'une compétition majeure, grâce au repêchage ou à la réalisation de l'une des meilleures performances parmi celles des « non qualifiés directement » (grâce au meilleur temps ou à la meilleure distance par exemple) (secondary qualifier)